# Ізобара (географія)

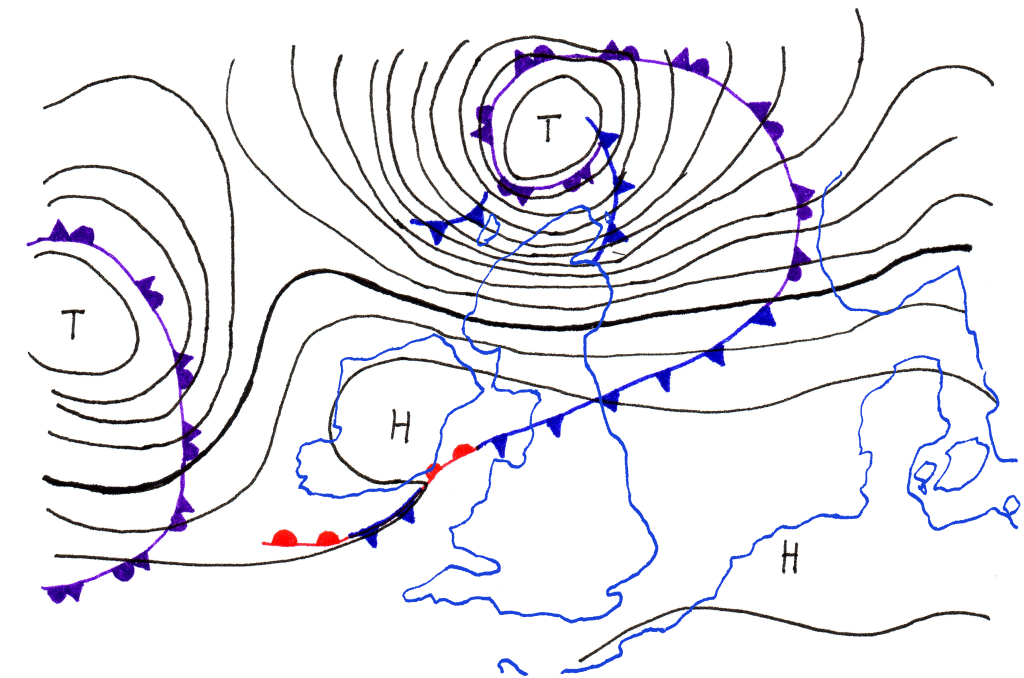
Ізобари під час урагану над Британськими островами

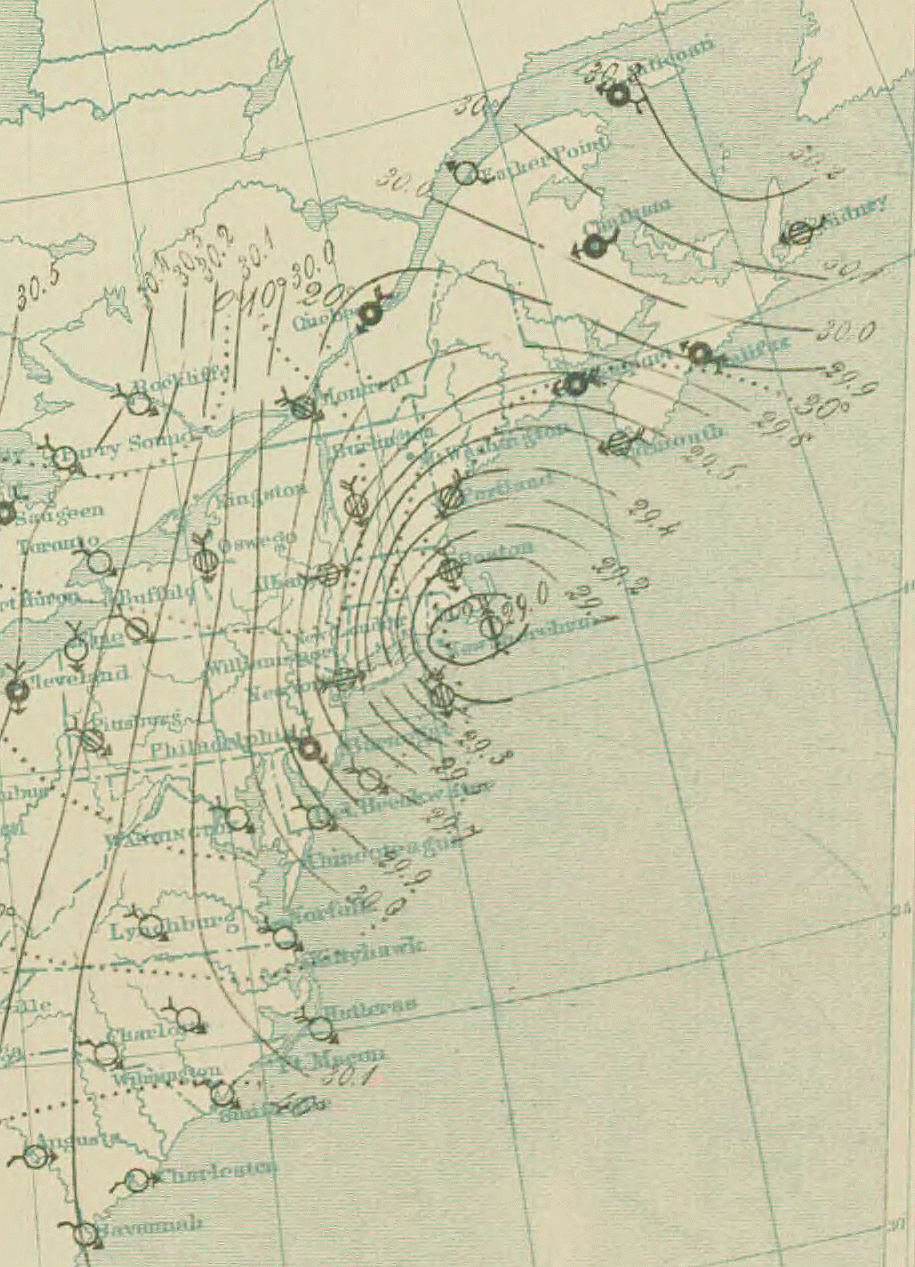
Поверхневий аналіз погоди під час Великої хуртовини 1888

Ізобари — ізолінії величин атмосферного тиску. На мапі зображуються як лінії, що сполучають місця з однаковим тиском. Найчастіше ізобаричні лінії зображаються на метеорологічних мапах.
Використовуються для вивчення розподілу біля земної поверхні атмосферного тиску. Для цього застосовують географічну карту, на яку наносять значення тиску за якийсь визначений період для окремих точок, по тому проводять лінії-ізобари, котрі сполучають місця із однаковим значенням величини атмосферного тиску.